# Alexandre Simonot
Pour les articles homonymes, voir Simonot.
Alexandre Simonot est un homme politique français né le 31 octobre 1794 à Dieue-sur-Meuse (Meuse) et décédé le 3 novembre 1874 à Verdun.
Sous-préfet de Verdun sous la Monarchie de Juillet, il est député de la Meuse de 1849 à 1851, siégeant à droite.

## Sources
- « Alexandre Simonot », dans Adolphe Robert et Gaston Cougny, Dictionnaire des parlementaires français, Edgar Bourloton, 1889-1891 [détail de l’édition]
- Ressource relative à la vie publique :   - Base Sycomore